# 乃剌忽不花
乃剌忽不花，元朝宗室，阿里不哥之子，《元史》以他为第三子，《新元史》以他为第四子，《史集》以他为第五子。
阿里不哥和忽必烈争位失败后，被流放。乃剌忽不花在忽必烈的元朝依然保持了宗王的地位。其子孛罗前后被封为镇宁王、冀王。《元史》记载阿里不哥有三子：明理帖木儿、乃剌忽不花、剌甘失甘。乃剌忽不花有四子：魏王孛顏帖木兒、完者帖木兒（《史集》认为他是药木忽儿之子，《元史》认为他是乃剌忽不花之子）、冀王孛羅、定王药木忽儿（其兄误作其子）。《新元史》更正为阿里不哥四子：明理帖木儿、药木忽儿、乃剌忽不花、剌甘失甘。《史集》记载阿里不哥有五子：药木忽儿、明理帖木儿、忽秃合、探马赤、乃剌忽不花。乃剌忽不花有五子：巴臣、（名不详）、伯颜额不干、兀剌帖木儿、忽儿巴合。